# Kroegjool
Een kroegjool is een (luidruchtig) feest in een studentensociëteit. In werkelijkheid is het niets meer of minder dan een avond met 'gratis bier'. Meestal duurt een kroegjool de hele avond en nacht, maar dat hoeft niet. 
Veel studentenverenigingen geven één of meer keer per jaar een kroegjool. Vaak is dit een besloten avond waar alleen de eigen leden welkom zijn.
Daarnaast wordt traditioneel door de winnaar van de roeiwedstrijd Varsity een kroegjool aangeboden, bij de corporale roeiverenigingen gebeurt dit op de sociëteit van de moedervereniging.